# Little Dragon
Little Dragon — музыкальная группа из Гётеборга (Швеция). В неё входят шведско-японская певица Юкими Нагано (вокал) и её близкие друзья Эрик Бодин (ударные), Фредерик Каллиген Валлин (бас-гитара) и Хакан Уайрстренд (клавишные). 

## История группы
Их первым релизом как группы был двойной сингл под названием «Twice»/«Test», выпущенный в 2006 году. В следующем году группа подписала контракт со звукозаписывающей компанией Peacefrog Records, впоследствии выпустив первый альбом 3 сентября 2007 года под названием «Little Dragon». Второй альбом группы, «Machine Dreams», был выпущен в 2009 году.
С тех пор группа начала выступать с туром по Европе. Также они сняли клипы на песни «Test», «Twice», «Constant Surprises», «After the Rain» и «Fortune». Их двойной сингл «Fortune»/«Blinking Pigs» был выпущен в Великобритании 26 января 2009 года. Песня «Twice» прозвучала в пятом сезоне американского сериала «Анатомия страсти» и в первой серии четвёртого сезона сериала «Дневники вампира». В конце 2009 года группа попала в список «50 Emerging Artists» журнала Beyond Race Magazine, заняв 11 место.
Название группы произошло от прозвища Юкими Нагано, которую, часто видя грустной в студии, все прозвали «маленьким драконом» (англ. Little Dragon). Так, когда группе предстояло придумать название, они решили выбрать это название.
Песня «Shuffle A Dream» была представлена в первой серии 5-го сезона сериала «Сплетница» в 2011 году.

## Дискография

### Студийные альбомы
- Little Dragon — 2007
- Machine Dreams — 2009
- Ritual Union — 2011[5]
- Nabuma Rubberband — 2014
- Season High — 2017
- New Me, Same Us — 2020
- Slugs Of Love — 2023

### Remix-альбомы
- Nabuma Purple Rubberband — 2015

### Сборники
- Best Of — 2014

### EP
- Twice Remix EP  — 2008
- Blinking Pigs — 2010
- Ritual Union EP — 2011
- Little Man EP — 2011
- Amazon Artist Lounge — 2014
- Klapp Klapp / Paris Remixes — 2014
- Lover Chanting EP — 2018
- New me, Same Us - 2020

### Синглы
| Название                               | Год  | Альбом            |
| -------------------------------------- | ---- | ----------------- |
| "Test"/"4ever"                         | 2006 | Little Dragon     |
| "Twice"/"Test"                         | 2007 | Little Dragon     |
| "Constant Surprises"/"Scribbled Paper" | 2007 | Little Dragon     |
| "Recommendation"                       | 2008 | Little Dragon     |
| "Fortune"/"Blinking Pigs"              | 2009 | Machine Dreams    |
| "Feather"/"Stranger"                   | 2009 | Machine Dreams    |
| "My Step"                              | 2009 | Machine Dreams    |
| "Runabout"                             | 2010 | Machine Dreams    |
| "Nightlight"                           | 2011 | Ritual Union      |
| "Ritual Union"                         | 2011 | Ritual Union      |
| "Little Man"                           | 2011 | Ritual Union      |
| "Sunshine"                             | 2012 | —                 |
| "Klapp Klapp"                          | 2014 | Nabuma Rubberband |
| "Paris"                                | 2014 | Nabuma Rubberband |
| "Let Go"                               | 2014 | Nabuma Rubberband |
| "High"                                 | 2017 | Season High       |
| "Sweet"                                | 2017 | Season High       |